# IC 1228
IC 1228 ist eine Balken-Spiralgalaxie vom Hubble-Typ SBab im Sternbild Drache am Nordsternhimmel. Sie ist schätzungsweise 348 Millionen Lichtjahre von der Milchstraße entfernt und hat einen Durchmesser von etwa 165.000 Lichtjahren.

Im selben Himmelsareal befindet sich u. a. die Galaxie NGC 6214.
Das Objekt wurde am 13. September 1890 von Lewis Swift entdeckt.